# Rajat Kapoor
Rajat Kapoor (nacido el 11 de febrero de 1961) es un actor, cineasta y dramaturgo indio que trabaja en el cine hindi. Kapoor nació en Delhi, India. Se centró principalmente en la actuación al principio. En 2013 se unió al grupo de teatro Chingari en Delhi y luego se mudó a Pune para asistir al Instituto de Cine y Televisión de India (FTII).

## Carrera
Kapoor empezó en el cine paralelo debutando en 1989 en la película de Kumar Shahani Khayal Gatha. Cuando tuvo problemas para encontrar trabajo como actor en la década de 1990, Kapoor empezó a escribir y dirigir cortometrajes. Debutó como director de largometrajes con Private Detective: Dos más dos más uno (1997), que contó con Irrfan Khan y Naseeruddin Shah en papeles secundarios. En 2001, Kapoor tuvo su gran oportunidad en Dil Chahta Hai, protagonizada por Aamir Khan, como tío del personaje de Preity Zinta. Recibió atención internacional en Monsoon Wedding, de Mira Nair, en la que interpretaba a un tío maltratador. Desde entonces, ha escrito, dirigido y participado en muchas películas, como Corporate, Bheja Fry y también como Muhammad Ali Jinnah en la película para la televisión británica The Last Days of the Raj en 2007. En 2003, escribió y dirigió la película independiente Raghu Romeo, que financió enviando peticiones de dinero por correo electrónico a sus amigos. Aunque no fue un éxito de taquilla, la película ganó el Premio Nacional de Cine al mejor largometraje en hindi. A continuación, Kapoor dirigió y protagonizó Mixed Doubles, una película que trata del Swinging en el Mumbai contemporáneo. En 2008 dirigió un éxito de Sleeper llamado Mithya. También fue nominado a Mejor Actuación por un Actor por Siddharth: The Prisoner en los Asia Pacific Screen Awards de 2008. En el año 2010, también protagonizó una película bengalí Iti Mrinalini junto a Konkona Sen Sharma dirigida por el escritor de cine bengalí Aparna Sen. Kapoor colabora frecuentemente con los actores Vinay Pathak y Ranvir Shorey.[cita requerida]
Además de las películas, Kapoor presenta el programa de chat Lounge tres veces por semana transmitido por NDTV Good Times. También trabajó en programas de televisión, incluido Rishtey, que se emitió en Zee TV en el episodio 'Milán'. Cansado de presentar sus historias a los inversores, Kapoor se acercó a su amigo Chet Jainn, fundador de la plataforma de financiación colectiva goCrowdera.com, para recaudar fondos iniciales para su próxima película llamada "RkRkay". La campaña de financiación colectiva "RkRkay" recaudó más de ₹ 35 00 000.
En octubre de 2018, Kapoor fue acusado de acoso sexual por dos mujeres durante el movimiento Me Too, tras lo cual se disculpó. Su película Kadakh fue eliminada del 20º Festival de Cine MAMI debido a las acusaciones.
Ha trabajado en Scam 1992 como oficial investigador.